# The Best FIFA Football Awards
The Best FIFA Football Awards – coroczna gala rozdania nagród piłkarskich przyznawanych przez Międzynarodową Federację Piłki Nożnej.
Pierwsza edycja odbyła się 9 stycznia 2016 w Zurychu po tym jak FIFA zrezygnowała ze współorganizowania z France Football Złotej Piłki i zdecydowała stworzyć własne nagrody.

## Zasady głosowania[2]
W głosowaniu na najlepszego piłkarza, piłkarkę i trenerów biorą udział cztery grupy:
- kapitanowie reprezentacji narodowych należących do FIFA
- selekcjonerzy reprezentacji narodowych należących do FIFA
- przedstawiciele mediów z państw należących do FIFA
- kibice

Głosy każdej grupy stanowią 25% wyniku końcowego głosowania.
W głosowaniu na najlepszych fanów i najładniejszą bramkę (Nagroda Puskása) biorą udział tylko kibice. Najlepszą jedenastkę sezonu wybierają piłkarze z całego świata, najlepszego bramkarza wyznaczeni przez FIFA byli napastnicy i bramkarze, a o Nagrodzi Fair Play decyduje panel ekspertów.

## Zwycięzcy

### Najlepszy piłkarz (The Best FIFA Men’s Player)
| Rok  | Miejsce | Zawodnik           | Klub                             | Głosy  |
| ---- | ------- | ------------------ | -------------------------------- | ------ |
| 2016 | 1       | Cristiano Ronaldo  | Real Madryt                      | 34.54% |
| 2016 | 2       | Lionel Messi       | FC Barcelona                     | 26.42% |
| 2016 | 3       | Antoine Griezmann  | Atlético Madryt                  | 7.53%  |
|      |         |                    |                                  |        |
| 2017 | 1       | Cristiano Ronaldo  | Real Madryt                      | 43.16% |
| 2017 | 2       | Lionel Messi       | FC Barcelona                     | 19.25% |
| 2017 | 3       | Neymar             | FC Barcelona Paris Saint-Germain | 6.97%  |
|      |         |                    |                                  |        |
| 2018 | 1       | Luka Modrić        | Real Madryt                      | 29.05% |
| 2018 | 2       | Cristiano Ronaldo  | Real Madryt Juventus             | 19.08% |
| 2018 | 3       | Mohamed Salah      | Liverpool                        | 11.23% |
|      |         |                    |                                  |        |
| 2019 | 1       | Lionel Messi       | FC Barcelona                     | 46     |
| 2019 | 2       | Virgil van Dijk    | Liverpool                        | 38     |
| 2019 | 3       | Cristiano Ronaldo  | Juventus                         | 36     |
|      |         |                    |                                  |        |
| 2020 | 1       | Robert Lewandowski | Bayern Monachium                 | 52     |
| 2020 | 2       | Cristiano Ronaldo  | Juventus                         | 38     |
| 2020 | 3       | Lionel Messi       | FC Barcelona                     | 35     |
|      |         |                    |                                  |        |
| 2021 | 1       | Robert Lewandowski | Bayern Monachium                 | 48     |
| 2021 | 2       | Lionel Messi       | FC Barcelona Paris Saint-Germain | 44     |
| 2021 | 3       | Mohamed Salah      | Liverpool                        | 39     |
|      |         |                    |                                  |        |
| 2022 | 1       | Lionel Messi       | Paris Saint-Germain              | 52     |
| 2022 | 2       | Kylian Mbappé      | Paris Saint-Germain              | 44     |
| 2022 | 3       | Karim Benzema      | Real Madryt                      | 34     |
|      |         |                    |                                  |        |
| 2023 | 1       | Lionel Messi       | Paris Saint-Germain Inter Miami  | 48     |
| 2023 | 2       | Erling Haaland     | Manchester City                  | 48     |
| 2023 | 3       | Kylian Mbappé      | Paris Saint-Germain              | 35     |
|      |         |                    |                                  |        |
| 2024 | 1       | Vinícius Júnior    | Real Madryt                      | 48     |
| 2024 | 2       | Rodri              | Manchester City                  | 43     |
| 2024 | 3       | Jude Bellingham    | Real Madryt                      | 37     |

### Najlepsza piłkarka (The Best FIFA Women’s Player)
| Rok  | Miejsce | Zawodniczka            | Klub                         |  |
| ---- | ------- | ---------------------- | ---------------------------- |  |
| 2016 | 1       | Carli Lloyd            | Houston Dash                 |  |
| 2016 | 2       | Marta                  | FC Rosengård                 |  |
| 2016 | 3       | Melanie Behringer      | Bayern Monachium             |  |
|      |         |                        |                              |  |
| 2017 | 1       | Lieke Martens          | FC Rosengård Barcelona       |  |
| 2017 | 2       | Carli Lloyd            | Houston Dash Manchester City |  |
| 2017 | 3       | Deyna Castellanos      | Santa Clarita Blue Heat      |  |
|      |         |                        |                              |  |
| 2018 | 1       | Marta                  | Orlando Pride                |  |
| 2018 | 2       | Dzsenifer Marozsán     | Olympique Lyon               |  |
| 2018 | 3       | Ada Hegerberg          | Olympique Lyon               |  |
|      |         |                        |                              |  |
| 2019 | 1       | Megan Rapinoe          | OL Reign                     |  |
| 2019 | 2       | Alex Morgan            | Orlando Pride                |  |
| 2019 | 3       | Lucy Bronze            | Olympique Lyon               |  |
|      |         |                        |                              |  |
| 2020 | 1       | Lucy Bronze            | Olympique Lyon               |  |
| 2020 | 2       | Pernille Harder        | VfL Wolfsburg Chelsea        |  |
| 2020 | 3       | Wendie Renard          | Olympique Lyon               |  |
|      |         |                        |                              |  |
| 2021 | 1       | Alexia Putellas        | FC Barcelona                 |  |
| 2021 | 2       | Samantha Kerr          | Chelsea                      |  |
| 2021 | 3       | Jennifer Hermoso       | FC Barcelona                 |  |
|      |         |                        |                              |  |
| 2022 | 1       | Alexia Putellas        | FC Barcelona                 |  |
| 2022 | 2       | Alex Morgan            | Orlando Pride San Diego Wave |  |
| 2022 | 3       | Beth Mead              | Arsenal                      |  |
|      |         |                        |                              |  |
| 2023 | 1       | Aitana Bonmatí         | FC Barcelona                 |  |
| 2023 | 2       | Linda Caicedo          | Deportivo Cali Real Madryt   |  |
| 2023 | 3       | Jenni Hermoso          | Pachuca                      |  |
|      |         |                        |                              |  |
| 2024 | 1       | Aitana Bonmatí         | FC Barcelona                 |  |
| 2024 | 2       | Barbra Banda           | Orlando Pride                |  |
| 2024 | 3       | Caroline Graham Hansen | FC Barcelona                 |  |

### Najlepszy bramkarz (The Best FIFA Men’s Goalkeeper)
| Rok  | Miejsce              | Zawodnik                       | Klub                |  |  |
| ---- | -------------------- | ------------------------------ | ------------------- |  |  |
| 2017 | 1                    | Gianluigi Buffon               | Juventus            |  |  |
| 2017 | 2                    | Manuel Neuer                   | Bayern Monachium    |  |  |
| 2017 | 3                    | Keylor Navas                   | Real Madryt         |  |  |
| 2017 |                      |                                |                     |  |  |
| 2018 | 1                    | Thibaut Courtois               | Chelsea Real Madryt |  |  |
| 2018 | 2                    | Hugo Lloris                    | Tottenham Hotspur   |  |  |
| 2018 | 3                    | Kasper Schmeichel              | Leicester City      |  |  |
| 2018 |                      |                                |                     |  |  |
| 2019 | 1                    | Alisson                        | Liverpool           |  |  |
| 2019 | 2                    | Marc-André ter Stegen          | FC Barcelona        |  |  |
| 2019 | 3                    | Ederson                        | Manchester City     |  |  |
| 2019 |                      |                                |                     |  |  |
| 2020 | 1                    | Manuel Neuer                   | Bayern Monachium    |  |  |
| 2020 | 2                    | Alisson                        | Liverpool           |  |  |
| 2020 | 3                    | Jan Oblak                      | Atlético Madryt     |  |  |
| 2020 |                      |                                |                     |  |  |
| 2021 |                      |                                |                     |  |  |
| 1    | Édouard Mendy        | Chelsea                        |                     |  |  |
| 2    | Gianluigi Donnarumma | A.C. Milan Paris Saint-Germain |                     |  |  |
| 3    | Manuel Neuer         | Bayern Monachium               |                     |  |  |
|      |                      |                                |                     |  |  |
| 2022 |                      |                                |                     |  |  |
| 1    | Emiliano Martínez    | Aston Villa                    |                     |  |  |
| 2    | Thibaut Courtois     | Real Madryt                    |                     |  |  |
| 3    | Yassine Bounou       | Sevilla                        |                     |  |  |
|      |                      |                                |                     |  |  |
| 2023 |                      |                                |                     |  |  |
| 1    | Ederson              | Manchester City                |                     |  |  |
| 2    | Thibaut Courtois     | Real Madryt                    |                     |  |  |
| 3    | Yassine Bounou       | Sevilla Al-Hilal               |                     |  |  |
|      |                      |                                |                     |  |  |
| 2024 |                      |                                |                     |  |  |
| 1    | Emiliano Martínez    | Aston Villa                    |                     |  |  |
| 2    | Ederson              | Manchester City                |                     |  |  |
| 3    | Unai Simón           | Athletic Bilbao                |                     |  |  |

### Najlepsza bramkarka (The Best FIFA Women’s Goalkeeper)
| Rok  | Miejsce | Zawodnik            | Klub                               |  |  |
| ---- | ------- | ------------------- | ---------------------------------- |  |  |
| 2019 | 1       | Sari van Veenendaal | Arsenal Atlético Madrid            |  |  |
| 2019 | 2       | Christiane Endler   | Paris Saint-Germain                |  |  |
| 2019 | 3       | Hedvig Lindahl      | Chelsea VfL Wolfsburg              |  |  |
| 2019 |         |                     |                                    |  |  |
| 2020 | 1       | Sarah Bouhaddi      | Olympique Lyon                     |  |  |
| 2020 | 2       | Christiane Endler   | Paris Saint-Germain                |  |  |
| 2020 | 3       | Alyssa Naeher       | Chicago Red Stars                  |  |  |
| 2020 |         |                     |                                    |  |  |
| 2021 | 1       | Christiane Endler   | Paris Saint-Germain Olympique Lyon |  |  |
| 2021 | 2       | Ann-Katrin Berger   | Chelsea                            |  |  |
| 2021 | 3       | Stephanie Labbé     | FC Rosengård Paris Saint-Germain   |  |  |
| 2021 |         |                     |                                    |  |  |
| 2022 | 1       | Mary Earps          | Manchester United                  |  |  |
| 2022 | 2       | Christiane Endler   | Olympique Lyon                     |  |  |
| 2022 | 3       | Ann-Katrin Berger   | Chelsea                            |  |  |
| 2022 |         |                     |                                    |  |  |
| 2023 | 1       | Mary Earps          | Manchester United                  |  |  |
| 2023 | 2       | Cata Coll           | FC Barcelona                       |  |  |
| 2023 | 3       | Mackenzie Arnold    | West Ham United                    |  |  |
| 2023 |         |                     |                                    |  |  |
| 2024 | 1       | Alyssa Naeher       | Chicago Red Stars                  |  |  |
| 2024 | 2       | Cata Coll           | FC Barcelona                       |  |  |
| 2024 | 3       | Mary Earps          | Paris Saint-Germain                |  |  |

### Najlepszy trener drużyny męskiej (The Best FIFA Men’s Coach)
| Rok  | Miejsce | Trener               | Drużyna           |  |
| ---- | ------- | -------------------- | ----------------- |  |
| 2016 | 1       | Claudio Ranieri      | Leicester City    |  |
| 2016 | 2       | Zinédine Zidane      | Real Madryt       |  |
| 2016 | 3       | Fernando Santos      | Portugalia        |  |
|      |         |                      |                   |  |
| 2017 | 1       | Zinédine Zidane      | Real Madryt       |  |
| 2017 | 2       | Antonio Conte        | Chelsea           |  |
| 2017 | 3       | Massimiliano Allegri | Juventus          |  |
|      |         |                      |                   |  |
| 2018 | 1       | Didier Deschamps     | Francja           |  |
| 2018 | 2       | Zinédine Zidane      | Real Madryt       |  |
| 2018 | 3       | Zlatko Dalić         | Chorwacja         |  |
|      |         |                      |                   |  |
| 2019 | 1       | Jürgen Klopp         | Liverpool         |  |
| 2019 | 2       | Pep Guardiola        | Manchester City   |  |
| 2019 | 3       | Mauricio Pochettino  | Tottenham Hotspur |  |
|      |         |                      |                   |  |
| 2020 | 1       | Jürgen Klopp         | Liverpool         |  |
| 2020 | 2       | Hans-Dieter Flick    | Bayern Monachium  |  |
| 2020 | 3       | Marcelo Bielsa       | Leeds United      |  |
|      |         |                      |                   |  |
| 2021 | 1       | Thomas Tuchel        | Chelsea           |  |
| 2021 | 2       | Roberto Mancini      | Włochy            |  |
| 2021 | 3       | Pep Guardiola        | Manchester City   |  |
|      |         |                      |                   |  |
| 2022 | 1       | Lionel Scaloni       | Argentyna         |  |
| 2022 | 2       | Carlo Ancelotti      | Real Madryt       |  |
| 2022 | 3       | Pep Guardiola        | Manchester City   |  |
|      |         |                      |                   |  |
| 2023 | 1       | Pep Guardiola        | Manchester City   |  |
| 2023 | 2       | Luciano Spalletti    | Włochy            |  |
| 2023 | 3       | Simone Inzaghi       | Inter Mediolan    |  |
|      |         |                      |                   |  |
| 2024 | 1       | Carlo Ancelotti      | Real Madryt       |  |
| 2024 | 2       | Xabi Alonso          | Bayer Leverkusen  |  |
| 2024 | 3       | Pep Guardiola        | Manchester City   |  |

### Najlepszy trener drużyny żeńskiej (The Best FIFA Women’s Coach)
| Rok  | Miejsce | Trener           | Drużyna                            |  |
| ---- | ------- | ---------------- | ---------------------------------- |  |
| 2016 | 1       | Silvia Neid      | Niemcy                             |  |
| 2016 | 2       | Jill Ellis       | Stany Zjednoczone                  |  |
| 2016 | 3       | Pia Sundhage     | Szwecja                            |  |
|      |         |                  |                                    |  |
| 2017 | 1       | Sarina Wiegman   | Holandia                           |  |
| 2017 | 2       | Nils Nielsen     | Dania                              |  |
| 2017 | 3       | Gérard Prêcheur  | Olympique Lyon                     |  |
|      |         |                  |                                    |  |
| 2018 | 1       | Reynald Pedros   | Olympique Lyon                     |  |
| 2018 | 2       | Sarina Wiegman   | Holandia                           |  |
| 2018 | 3       | Asako Takakura   | Japonia                            |  |
|      |         |                  |                                    |  |
| 2019 | 1       | Jill Ellis       | Stany Zjednoczone                  |  |
| 2019 | 2       | Sarina Wiegman   | Holandia                           |  |
| 2019 | 3       | Phil Neville     | Anglia                             |  |
|      |         |                  |                                    |  |
| 2020 | 1       | Sarina Wiegman   | Holandia                           |  |
| 2020 | 2       | Jean-Luc Vasseur | Olympique Lyon                     |  |
| 2020 | 3       | Emma Hayes       | Chelsea                            |  |
|      |         |                  |                                    |  |
| 2021 | 1       | Emma Hayes       | Chelsea                            |  |
| 2021 | 2       | Lluís Cortés     | FC Barcelona                       |  |
| 2021 | 3       | Sarina Wiegman   | Holandia Anglia                    |  |
|      |         |                  |                                    |  |
| 2022 | 1       | Sarina Wiegman   | Anglia                             |  |
| 2022 | 2       | Sonia Bompastor  | Olympique Lyon                     |  |
| 2022 | 3       | Pia Sundhage     | Brazylia                           |  |
|      |         |                  |                                    |  |
| 2023 | 1       | Sarina Wiegman   | Anglia                             |  |
| 2023 | 2       | Emma Hayes       | Chelsea                            |  |
| 2023 | 3       | Jonatan Giráldez | FC Barcelona                       |  |
|      |         |                  |                                    |  |
| 2024 | 1       | Emma Hayes       | Reprezentacja Stanów Zjednoczonych |  |
| 2024 | 2       | Jonatan Giráldez | FC Barcelona                       |  |
| 2024 | 3       | Arthur Elias     | Reprezentacja Brazylii             |  |

### Nagroda Fair Play (FIFA Fair Play Award)
| Rok  | Zwycięzca                   |
| ---- | --------------------------- |
| 2016 | Atlético Nacional           |
| 2017 | Francis Koné                |
| 2018 | Lennart Thy                 |
| 2019 | Marcelo Bielsa Leeds United |
| 2020 | Mattia Agnese               |
| 2021 | Reprezentacja Danii         |
| 2022 | Luka Loczoszwili            |
| 2023 | Reprezentacja Brazylii      |
| 2024 | Thiago Maia                 |

### Nagroda Puskása (FIFA Puskás Award)
Mężczyzn
| Rok  | Zwycięzca          | Klub              |
| ---- | ------------------ | ----------------- |
| 2016 | Mohd Faiz Subri    | Penang            |
| 2017 | Olivier Giroud     | Arsenal           |
| 2018 | Mohamed Salah      | Liverpool         |
| 2019 | Dániel Zsóri       | Debreczyn         |
| 2020 | Son Heung-min      | Tottenham Hotspur |
| 2021 | Erik Lamela        | Tottenham Hotspur |
| 2022 | Marcin Oleksy      | Warta Poznań      |
| 2023 | Guilherme Madruga  | Botafogo FC       |
| 2024 | Alejandro Garnacho | Manchester United |

Kobiet
| Rok  | Zwycięzca | Klub          |
| ---- | --------- | ------------- |
| 2024 | Marta     | Orlando Pride |

### Nagroda dla kibiców (FIFA Fan Award)
| Rok  | Zwycięzca                                            |
| ---- | ---------------------------------------------------- |
| 2016 | Kibice Borussii Dortmund i Liverpoolu                |
| 2017 | Kibice Celticu                                       |
| 2018 | Kibice Reprezentacji Peru                            |
| 2019 | Silvia Grecco, kibicka Palmeiras                     |
| 2020 | Marivaldo Francisco da Silva, kibic Sport Recife     |
| 2021 | Kibice Reprezentacji Danii i Reprezentacji Finlandii |
| 2022 | Kibice Reprezentacji Argentyny                       |
| 2023 | Hugo Daniel Iñíguez, kibic CA Colón                  |
| 2024 | Guilherme Gandra Moura, kibic Vasco da Gama          |

### Nagroda za wybitną karierę (FIFA Award for an Outstanding Career)
| Rok  | Zwycięzca                            |
| ---- | ------------------------------------ |
| 2016 | Falcão                               |
| 2021 | Christine Sinclair Cristiano Ronaldo |
| 2022 | Pelé                                 |
| 2023 | Marta                                |

### Najlepsza jedenastka (FIFA FIFPro Men’s World11)
| Sezon | Bramkarz                                              | Obrońcy | Pomocnicy | Napastnicy |
| ----- | ----------------------------------------------------- | --- | --- | --- |
| 2016  | Manuel Neuer (Bayern Monachium)                       | Marcelo (Real Madryt) Sergio Ramos (Real Madryt) Gerard Piqué (FC Barcelona) Dani Alves (FC Barcelona/Juventus)                   | Andrés Iniesta (FC Barcelona) Luka Modrić (Real Madryt) Toni Kroos (Real Madryt)                                   | Cristiano Ronaldo (Real Madryt) Luis Suárez (FC Barcelona) Lionel Messi (FC Barcelona)                                                                                       |
|       |                                                       | | | |
| 2017  | Gianluigi Buffon (Juventus)                           | Marcelo (Real Madryt) Sergio Ramos (Real Madryt) Leonardo Bonucci (Juventus/A.C. Milan) Dani Alves (Juventus/Paris Saint-Germain) | Andrés Iniesta (FC Barcelona) Luka Modrić (Real Madryt) Toni Kroos (Real Madryt)                                   | Neymar (FC Barcelona/Paris Saint-Germain) Cristiano Ronaldo (Real Madryt) Lionel Messi (FC Barcelona)                                                                        |
|       |                                                       | | | |
| 2018  | David de Gea (Manchester United)                      | Marcelo (Real Madryt) Sergio Ramos (Real Madryt) Raphaël Varane (Real Madryt) Dani Alves (Paris Saint-Germain)                    | N’Golo Kanté (Chelsea) Luka Modrić (Real Madryt) Eden Hazard (Chelsea)                                             | Cristiano Ronaldo (Real Madryt/Juventus) Kylian Mbappé (Paris Saint-Germain) Lionel Messi (FC Barcelona)                                                                     |
|       |                                                       | | | |
| 2019  | Alisson (Liverpool)                                   | Marcelo (Real Madryt) Sergio Ramos (Real Madryt) Virgil van Dijk (Liverpool) Matthijs de Ligt (Ajax Amsterdam/Juventus)           | Frenkie de Jong (Ajax Amsterdam/FC Barcelona) Luka Modrić (Real Madryt) Eden Hazard (Chelsea/Real Madryt)          | Cristiano Ronaldo (Juventus) Kylian Mbappé (Paris Saint-Germain) Lionel Messi (FC Barcelona)                                                                                 |
|       |                                                       | | | |
| 2020  | Alisson (Liverpool)                                   | Alphonso Davies (Bayern Monachium) Sergio Ramos (Real Madryt) Virgil van Dijk (Liverpool) Trent Alexander-Arnold (Liverpool)      | Joshua Kimmich (Bayern Monachium) Thiago Alcântara (Bayern Monachium/Liverpool) Kevin De Bruyne (Manchester City)  | Cristiano Ronaldo (Juventus) Robert Lewandowski (Bayern Monachium) Lionel Messi (FC Barcelona)                                                                               |
|       |                                                       | | | |
| 2021  | Gianluigi Donnarumma (A.C. Milan/Paris Saint-Germain) | David Alaba (Bayern Monachium/Real Madryt) Rúben Dias (Manchester City) Leonardo Bonucci (Juventus)                               | Jorginho (Chelsea) N’Golo Kanté (Chelsea) Kevin De Bruyne (Manchester City)                                        | Cristiano Ronaldo (Juventus/Manchester United) Erling Braut Håland (Borussia Dortmund) Robert Lewandowski (Bayern Monachium) Lionel Messi (FC Barcelona/Paris Saint-Germain) |
|       |                                                       | | | |
| 2022  | Thibaut Courtois (Real Madryt)                        | Achraf Hakimi (Paris Saint-Germain) Virgil van Dijk (Liverpool) João Cancelo (Manchester City/Bayern Monachium)                   | Kevin De Bruyne (Manchester City) Casemiro (Real Madryt/Manchester United) Luka Modrić (Real Madryt)               | Lionel Messi (Paris Saint-Germain) Karim Benzema (Real Madryt) Erling Braut Håland (Borussia Dortmund/Manchester City) Kylian Mbappé (Paris Saint-Germain)                   |
|       |                                                       | | | |
| 2023  | Thibaut Courtois (Real Madryt)                        | Rúben Dias (Manchester City) John Stones (Manchester City) Kyle Walker (Manchester City)                                          | Jude Bellingham (Borussia Dortmund/Real Madryt) Kevin De Bruyne (Manchester City) Bernardo Silva (Manchester City) | Vinícius Júnior (Real Madryt) Kylian Mbappé (Paris Saint-Germain) Erling Braut Håland (Manchester City) Lionel Messi (Paris Saint-Germain/Inter Miami)                       |
|       |                                                       | | | |
| 2024  | Ederson (Manchester City)                             | Virgil van Dijk (Liverpool) Antonio Rüdiger (Real Madryt) Dani Carvajal (Real Madryt)                                             | Jude Bellingham (Real Madryt) Toni Kroos (Real Madryt) Rodri (Manchester City) Kevin De Bruyne (Manchester City)   | Vinícius Júnior (Real Madryt) Erling Haaland (Manchester City) Kylian Mbappé (Paris Saint-Germain/Real Madryt)                                                               |

### Najlepsza jedenastka (FIFA FIFPro Women’s World11)
| Sezon | Bramkarz                                               | Obrońcy | Pomocnicy                                                                                               | Napastnicy |
| ----- | ------------------------------------------------------ | --- | --- | --- |
| 2019  | Sari van Veenendaal (Arsenal/Atlético Madrid)          | Lucy Bronze (Olympique Lyon) Nilla Fischer (VfL Wolfsburg/Linköpings) Kelley O’Hara (Utah Royals) Wendie Renard (Olympique Lyon) | Julie Ertz (Chicago Red Stars) Amandine Henry (Olympique Lyon) Rose Lavelle (Washington Spirit)         | Marta (Orlando Pride) Alex Morgan (Orlando Pride) Megan Rapinoe (OL Reign)                                                                  |
|       |                                                        | | | |
| 2020  | Christiane Endler (Paris Saint-Germain)                | Lucy Bronze (Olympique Lyon/Manchester City) Wendie Renard (Olympique Lyon) Millie Bright (Chelsea)                              | Barbara Bonansea (Juventus) Verónica Boquete (Utah Royals/AC Milan) Delphine Cascarino (Olympique Lyon) | Pernille Harder (VfL Wolfsburg/Chelsea) Vivianne Miedema (Arsenal) Tobin Heath (Portland Thorns/Manchester United) Megan Rapinoe (OL Reign) |
|       |                                                        | | | |
| 2021  | Christiane Endler (Paris Saint-Germain/Olympique Lyon) | Lucy Bronze (Manchester City) Wendie Renard (Olympique Lyon) Millie Bright (Chelsea) Magdalena Eriksson (Chelsea)                | Barbara Bonansea (Juventus) Carli Lloyd (NJ/NY Gotham FC) Estefanía Banini (Levante/Atlético Madrid)    | Vivianne Miedema (Arsenal) Marta (Orlando Pride) Alex Morgan (Tottenham Hotspur/Orlando Pride/San Diego Wave FC)                            |
|       |                                                        | | | |
| 2022  | Christiane Endler (Olympique Lyon)                     | Lucy Bronze (Manchester City/FC Barcelona) Mapi León (FC Barcelona) Leah Williamson (Arsenal) Wendie Renard (Olympique Lyon)     | Lena Oberdorf (VfL Wolfsburg) Keira Walsh (Manchester City/FC Barcelona) Alexia Putellas (FC Barcelona) | Beth Mead (Arsenal) Sam Kerr (Chelsea) Alex Morgan (Orlando Pride/San Diego Wave FC)                                                        |
|       |                                                        | | | |
| 2023  | Mary Earps (Manchester United)                         | Lucy Bronze (FC Barcelona) Olga Carmona (Real Madryt) Alex Greenwood (Manchester City)                                           | Ella Toone (Manchester United) Keira Walsh (FC Barcelona) Aitana Bonmatí (FC Barcelona)                 | Lauren James (Chelsea) Sam Kerr (Chelsea) Alex Morgan (San Diego Wave FC) Alessia Russo (Manchester United/Arsenal)                         |
|       |                                                        | | | |
| 2024  | Mary Earps (Manchester United/Paris Saint-Germain)     | Lucy Bronze (FC Barcelona) Olga Carmona (Real Madryt) Alex Greenwood (Manchester City)                                           | Aitana Bonmatí (FC Barcelona) Alexia Putellas (FC Barcelona) Keira Walsh (FC Barcelona)                 | Barbra Banda (Shanghai Shengli/Orlando Pride) Linda Caicedo (Real Madryt) Lauren James (Chelsea) Marta (Orlando Pride)                      |